# Парсонс-бульвар (линия Куинс-бульвара, Ай-эн-ди)
|     |   |   |     |     |   |   |     |
| · л | · | · | · э | · э | · | · | · л |

|     |   |   |     |     |   |   |     |
| · л | · | · | · э | · э | · | · | · л |

«Парсонс-бульвар» (англ. Parsons Boulevard) — станция Нью-Йоркского метрополитена, расположенная на линии Куинс-бульвара, Ай-эн-ди. Станция находится в Куинсе, в округе Джамейка, на пересечении Парсонс-бульвара с Хилсайд-авеню. На станции останавливаются маршруты: E (часть рейсов в часы пик в пиковом направлении), F (круглосуточно) и <F> (в часы пик в пиковом направлении). Экспресс-пути используются маршрутом E (часть рейсов в часы пик в пиковом направлении). Локальные пути используются маршрутами F (круглосуточно) и <F> (в часы пик в пиковом направлении).

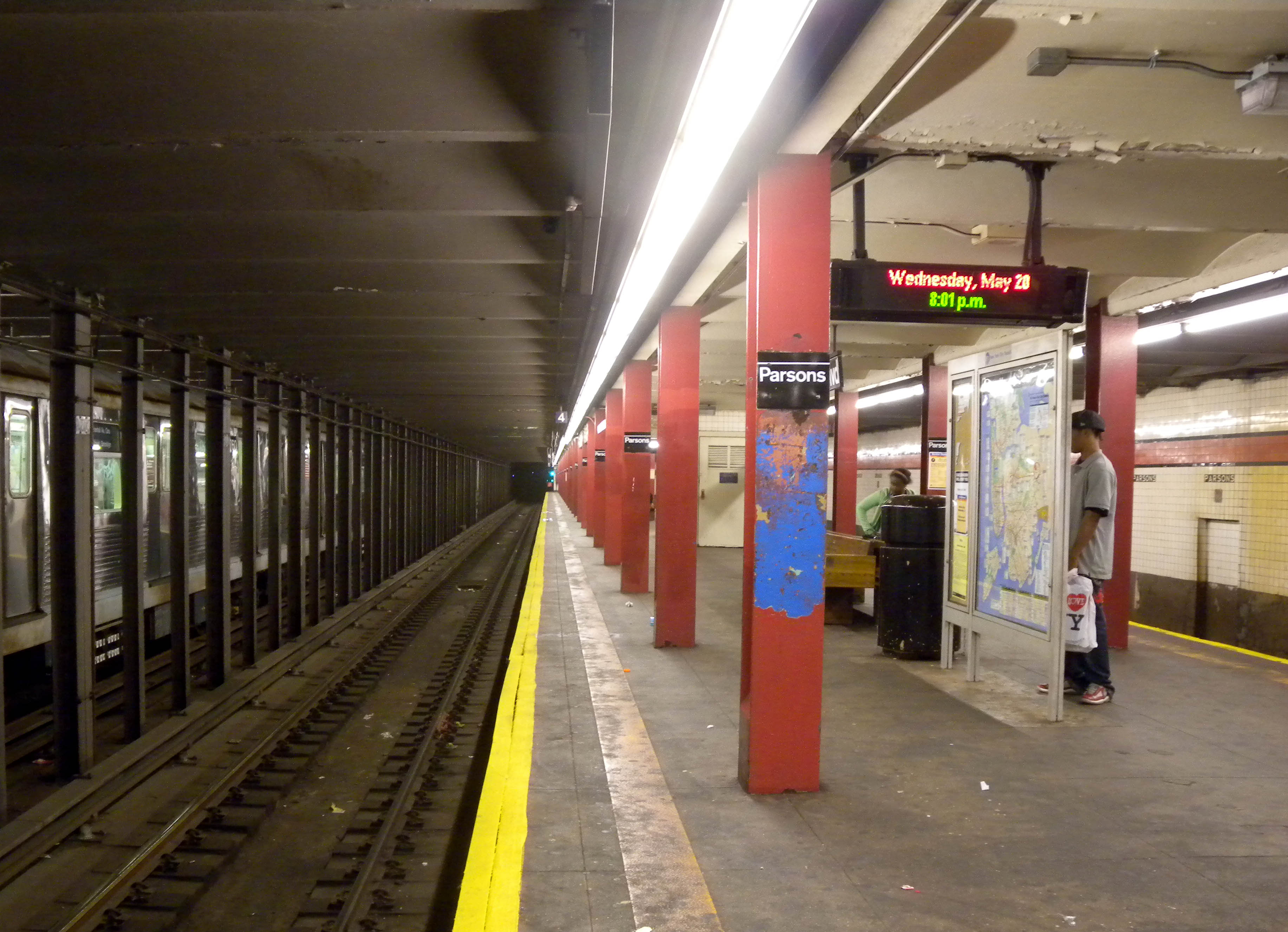
Экспресс-пути

Станция открыта 24 апреля 1937 года в составе второй очереди линии Куинс-бульвара, Ай-эн-ди. Она представлена двумя островными платформами и четырьмя путями. Станция отделана в бордовых тонах. На стенах имеются мозаики с названием станции.
Над платформами вдоль всей их длины расположен мезонин. На него в разных краях платформ поднимаются лестницы, причём с южной платформы (на 179-ю улицу) лестниц намного больше, чем с северной. Основной выход — восточный, открытый всё время. Этот выход приводит к перекрёстку Парсонс-бульвара с Хилсайд-авеню. Имеется также западный выход, представленный только полноростовыми турникетами, приводящий к пересечению 153-й улицы и Хилсайд-авеню.